# Río alóctono

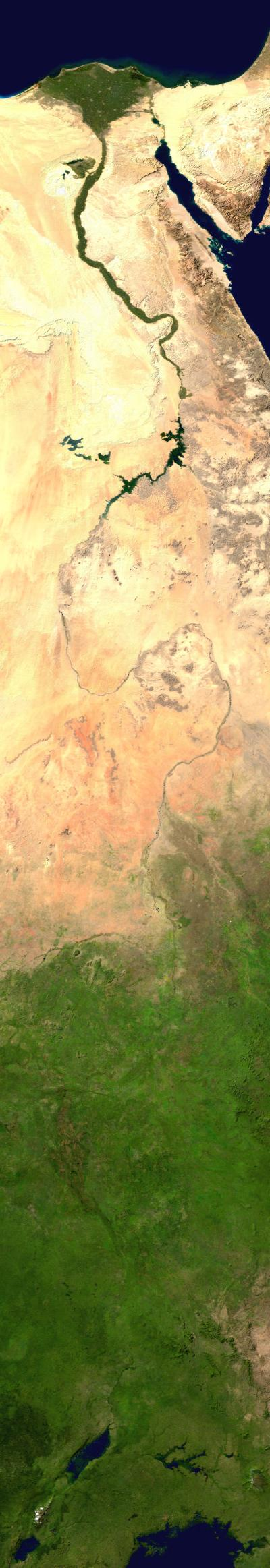
El río Nilo, ejemplo proverbial de un río alóctono, que nace cerca del ecuador terrestre, en al Lago Victoria, que puede verse en la parte meridional de esta imagen satelital de la NASA.

En hidrología, se denomina río alóctono a un tipo de río cuyas aguas proceden de unos lugares o regiones donde el clima es mucho más húmedo o lluvioso que el del lugar donde desembocan. Es proverbial el ejemplo del río Nilo, como un río procedente de la zona intertropical  africana con un clima tropical lluvioso (clima ecuatorial) en el lago Victoria, y que atraviesa grandes áreas desérticas antes de desembocar en el mar Mediterráneo, con su caudal ya muy reducido por el riego y los usos urbanos.

## Concepto
F. J. Monkhouse, en su Diccionario de términos geográficos define un río alóctono como:

Río que recibe la mayor parte de su caudal de su cabecera en otras regiones, como es el caso de fusión de las nieves o de una alta pluviosidad en montañas alejadas.
F. J. Monkhouse

En la imagen satelital puede verse la zona de color verde en la parte inferior de la imagen, que muestra la vegetación abundante en la zona de las cabeceras del río, el cual atraviesa una zona de desierto tropical, para desembocar finalmente en el delta que vuelve a ser una zona verde en forma triangular en la cual el verde no se debe al clima, sino al cultivo agrícola por parte de los seres humanos mediante el regadío. 

## Ejemplos
Son ríos alóctonos:

### En África
Además del Nilo se pueden citar:
- Río Limpopo
- Río Níger
- Río Okavango
- Río Orange
- Río Zambezi

### En Asia
- Río Indo, procedente de la India, en Pakistán.
- Ríos Jordán, Éufrates y Tigris en el Medio Oriente.
- Ríos Sir Daria y Amu Daria, en Asia Central.

### En América
- Río Colorado
- Río Negro (Argentina)
- Río San Juan (Argentina)